# 深静脉血栓
深静脉血栓是在深静脉形成的血栓，常形成于下肢或骨盆部位深处的静脉。有时也形成于上肢的静脉（这被称为Paget-Schrötter综合症）。

## 诱因
近期接受外科手术、住院、长期缺乏活动（例如在长程航班中）、吸烟、肥胖、年长、服用特定药物（例如雌性激素或促红细胞生成素）以及先天的血栓形成倾向等因素会提高形成深静脉血栓的风险。服用复合口服避孕药或处于产后护理期的妇女由于雌性激素水平上升而有更高的风险形成深静脉血栓。

### 旅行血栓症
旅行血栓症是指旅行者形成深静脉血栓。也有使用“经济舱综合徵”或「經濟客位綜合徵」来描述这个症状。乘坐飞机远途旅行的人通常易患旅行血栓症。深静脉血栓可以引起肺栓塞这一严重并发症。
旅行者形成血栓可能是缺乏活动、脱水和隐藏因素的共同作用。在飞行途中的环境因素也可能与此有关。尽管和飞行有关系，但这个问题是和缺乏活动联系在一起的，所以乘坐巴士、火车和汽车的旅行者也有同样的风险。
患有易形成血栓疾病（如抗磷脂综合征或癌症）的人患病风险会高出很多。风险最高的人群包括老人、有严重疾病（例如癌症）的病人、最近接受矫形外科手术（腿或膝盖）的人以及孕妇。一些研究者认为耐力类运动员也是高危人群。
世界卫生组织的WRIGHT（World Health Organisation Research Into Global Hazards of Travel）项目研究了旅行和静脉血栓（包括深静脉血栓和/或肺栓塞）的关系。据该项目报告，形成静脉血栓的风险大约在乘坐长程航班（大于4小时）后翻倍。其他让旅行者长时间保持坐着不动的旅行方式也会增加风险。风险随着旅行时间和其他旅行者具有的静脉血栓风险因素增长。

## 症状
深静脉血栓出现时可能没有症状，但多数情况下四肢会疼痛、肿大、发红、发热，可能使浅静脉胀大。深静脉血栓可能引起的最严重的并发症是血栓分裂流入肺部引发的肺栓塞。未经治疗的下肢深静脉血栓引发肺栓塞而导致死亡的概率是3%。由上肢深静脉血栓导致的死亡非常罕见。

## 流行病学
深静脉血栓影响约5%的人群。

## 診斷
常用血液D-二聚体检测和对静脉的多普勒超声检查诊断深静脉血栓。有时，深静脉血栓的诱因需要进一步检查。

## 预防

### 旅行者
有证据显示在旅行时穿压力袜或紧身衣可以减少在长程航班上形成深静脉血栓的情况。2001年的一个随机对照研究比较了2组长程航班乘客，其中一组穿紧身袜类而另一组不穿，并对所有那些乘客进行扫描和血液测试以检查深静脉血栓情况。结果显示10%没有穿紧身袜类的乘客出现了无症状的深静脉血栓。而穿了紧身袜类的一组没有出现深静脉血栓。研究者由此认为，穿弹性紧身袜类可以减少长程航班旅客出现深静脉血栓情况。
其它预防措施包括摄取足够水分（饮水，尽量不饮用含酒精和咖啡因饮料）、走动和活动小腿肌肉。有风险因素的旅行者应该寻求医疗建议并考虑预防性治疗。
坐在靠窗座位的飞机乘客，因為較不易起身走動，出现深静脉血栓的风险更大。